# Sztaroarzamatovo
Sztaroarzamatovo (orosz betűkkel: Староарзаматово, baskír nyelven: Иҫке Арзамат) falu Oroszországban, a Baskír Köztársaságban, a Miskinói járásban.

## Népesség
- 2002-ben 559 lakosa volt, melynek 98%-a mari.
- 2010-ben 570 lakosa volt.